# Place de la Vieille Montagne
La place de la Vieille Montagne est une place du quartier du Nord à Liège en Belgique, située non loin de la rue Saint-Léonard. La place, bordée d'arbres, comprend une plaine de jeux et un terrain de basketball, ainsi que l'école communale Vieille-Montagne.

## Odonymie
Comme de nombreuses voies du quartier, le nom de la place est lié à l'industrie minière, dans ce cas-ci la Société des mines et fonderies de zinc de la Vieille-Montagne.

## Description
En 1891 est installée sur la place une fontaine Montefiore. À dater de 1954, elle avait été enlevée pour remplacer celle du quai de la Goffe détruite par un camion. La place dispose toujours d'une source d'eau potable sous la forme d'une borne à boire avec bouton pressoir.

## Voies adjacentes
- Rue Mosselman
- Rue de Moresnet
- Rue Vieille Montagne